# Polemio
Polemio fue obispo católico de Astorga, en el reino suevo, en el siglo VI.
Sufragáneo del obispo metropolitano de Braga, Martín, se supone que debió ascender a la silla episcopal hacia el año 568, pues cuando asistió al concilio de Lugo del 569 ya tenía cierta antigüedad en la sede. 
La última noticia conocida acerca de él es su presencia en el concilio de Braga del año 572, aunque todos los historiadores eclesiásticos prolongan su episcopado hasta cerca del 588, proponiéndole como inmediato antecesor de Talasio, que ocupaba la diócesis asturicense en el concilio de Toledo de 589.

| Predecesor: ? | Obispo de Astorga c. 568 – c. 588 | Sucesor: Talasio |